# Contact (jonglerie)
Pour les articles homonymes, voir Contact.

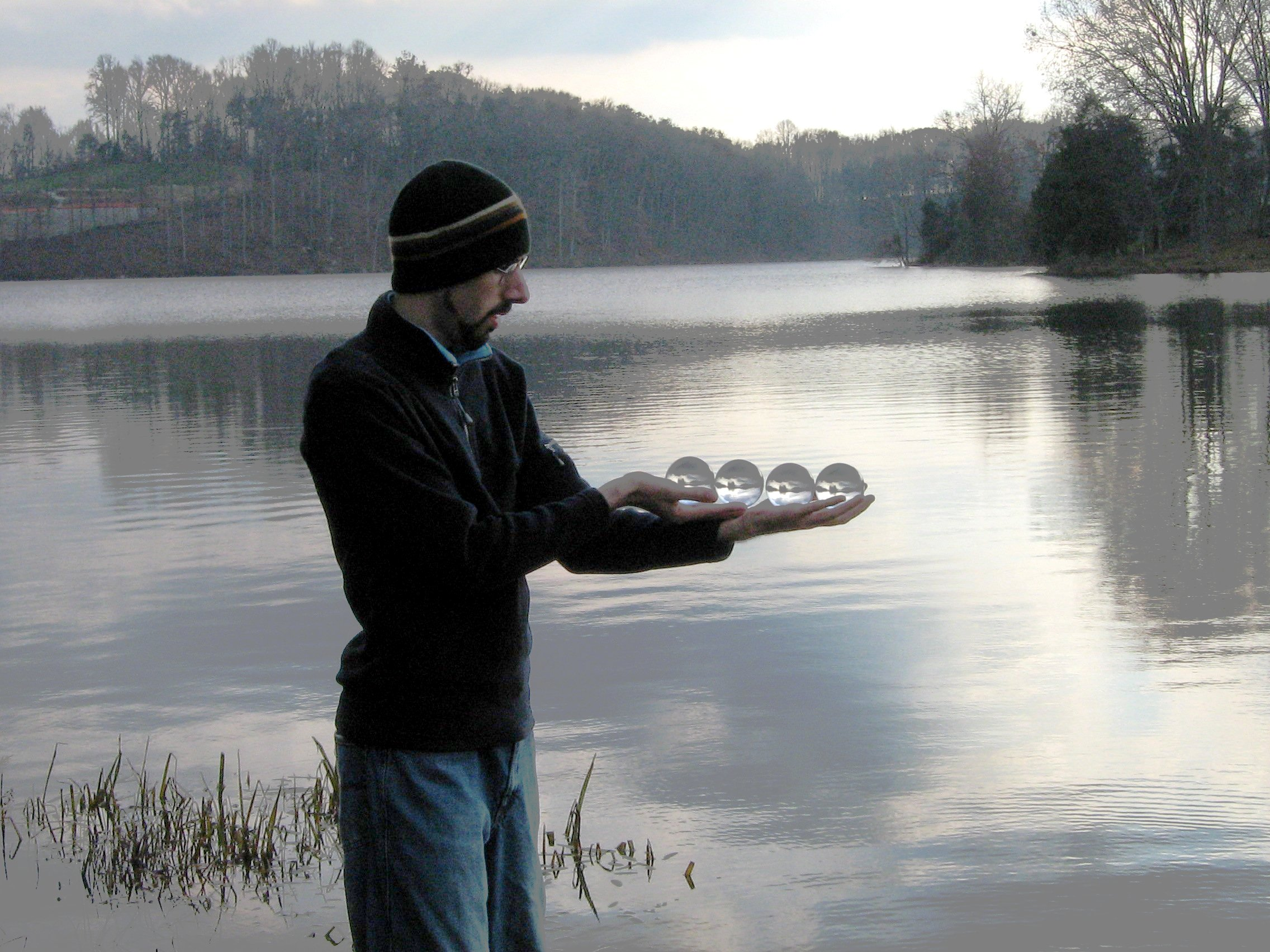
Jonglerie de contact avec quatre boules en acryliques

Le contact est une discipline de jonglerie consistant à garder en contact avec le corps humain un ou plusieurs objets. En opposition avec le reste de la jonglerie de lancer, le contact est le jonglage du toucher.
Il se divise principalement en deux catégories :
- le contact et les points d’équilibre sur l’ensemble du corps ;
- la manipulation : les balles restent au contact des mains seulement (en anglais palm spinning).

Ceci n’empêche pas les jongleurs de contact d’inclure des lancers aériens ou rebonds dans leurs routines.
Bien que la notion reste très attachée à la balle, on l’associe aussi à d’autres objets de formes plutôt variées : le bâton, la boîte à cigares, le cerceau, le cube, la massue, etc. On parle alors de contact bâton, contact cerceau, contact massue…
Par extension certaines disciplines de jonglerie assez récentes peuvent également être considérées comme du contact vu que les objets quittent rarement le corps : par exemple la jonglerie de stylo, le swinging (poï, bâton) ou encore le footbag.

## Bref historique
L’origine du contact est incertaine. Des passes de contact se retrouvent dans diverses disciplines artistiques ou sportives depuis plusieurs siècles et ce dans différents pays. Depuis 1500 ans des joueurs de chinlon, en Birmanie, tiennent ponctuellement en équilibre des balles sur leur corps. À la fin du XIXe siècle, la jonglerie de force et d’équilibre permet de voir des boulets de canon ou des obus rouler sur le corps de certains jongleurs. On peut citer comme exemples John Holtum et Paul Cinquevalli.
Le renouveau moderne des jongleurs avec le contact date de la fin des années 1970 où l’on voit à New York des numéros de contact aux balles. C’est Michael Moschen qui utilisera pour la première fois des balles acryliques transparentes pour la manipulation. Bien que certains diront que les Chinois pratiquent le palm spinning depuis des siècles ou encore que le contact et les équilibres sur le corps existaient bien avant, on associe généralement l’origine de la discipline à Moschen du fait qu’il ait accumulé le nombre d’objets manipulés.
Depuis les années 1980 une communauté entière de jongleurs de contact s’est développée.
Dans le film Labyrinthe, le personnage de David Bowie fait du contact ; les scènes de manipulation ont été doublées par Moschen.

## Contact et points d’équilibres sur le corps
Il consiste à faire rouler un ou plusieurs objets sur le corps en évitant de rompre le contact avec le corps. Souvent, le jongleur arrête l’objet sur des points de son corps où il reste en équilibre quelques secondes avant de passer de lui-même sur un autre point. Il développe ainsi des parcours de points d’équilibre, des pieds à la tête en passant par les jambes, le tronc ou les bras.
Cette discipline, souvent liée à la danse pour les postures esthétiques du jongleur, donne l’impression que le ou les objets sont vivants et se déplacent d’eux-mêmes. On pourrait en outre croire qu’ils ne subissent pas la pesanteur terrestre.

## Manipulation oupalm spinning
Le jongleur fait se mouvoir, uniquement dans ses mains de une à onze balles (voir exceptionnellement plus). Plusieurs catégories de manipulations sont possibles selon le nombre de balles utilisées.
Manipulation avec une et deux balles : Avec ses deux mains, le jongleur déplace la ou les balles, séparées ou non, dans l’espace. L’essentiel de l’effet est basé sur l’impression de lévitation : on ne voit pas les balles être tenues car la préhension de la balle se déplace en permanence. Les trajectoires peuvent dessiner une multitude de formes autour du jongleur. Effets très aériens ou aquatiques.
Manipulation avec de deux à huit balles : les balles tournent en cercle dans les mains et s’échangent de l’une à l’autre. Par le mouvement des mains, dans les trois dimensions, le jongleur donne aux balles des trajectoires géométriques (linéaires, carrées, rondes, etc.) ou les immobilise. Il joue sur les contrastes rond-carré, mouvant-immobile, mécanique-fluide.
Assemblage multi-balles ou « morphing » : consiste en une séquence d’assemblages de balles. Chaque figure, très plastique, est souvent immobile. La magie s’opère dans la transformation d’un assemblage à l’autre et lorsque le public peut comprendre la nouvelle figure qui apparaît. Ainsi, on peut par exemple passer de huit balles horizontales à « une fusée » en passant par « un cube », « un rouleau compresseur », « un vortex » et un « hublot ».
Certains principes visuels que l’on peut retrouver dans toutes les disciplines de jonglerie, sont particulièrement développés dans la manipulation de balles :
- Les isolations qui correspondent à la fixation dans l’espace d’une balle alors que le corps, et éventuellement la ou les autres balles, continuent de se déplacer.

- Les antispins : on applique aux balles qui tournent dans les mains deux rotations de centres distincts et de sens opposés. Il en résulte des trajectoires très graphiques.